# Rödnackad myzomela
Rödnackad myzomela (Myzomela lafargei) är en fågel i familjen honungsfåglar inom ordningen tättingar.

## Utbredning och systematik
Rödnackad myzomela förekommer i ögruppen Salomonöarna på Buka, Bougainville, Shortland, Fauro, Choiseul och Santa Isabel. Den behandlas som monotypisk, det vill säga att den inte delas in i några underarter.

## Status
IUCN kategoriserar arten som livskraftig.